# ریئه سوئه‌گارا
ریئه سوئه‌گارا (انگلیسی: Rie Suegara؛ زادهٔ  ۸ ژانویه) صداپیشه اهل ژاپن است.